# Koga Seiri

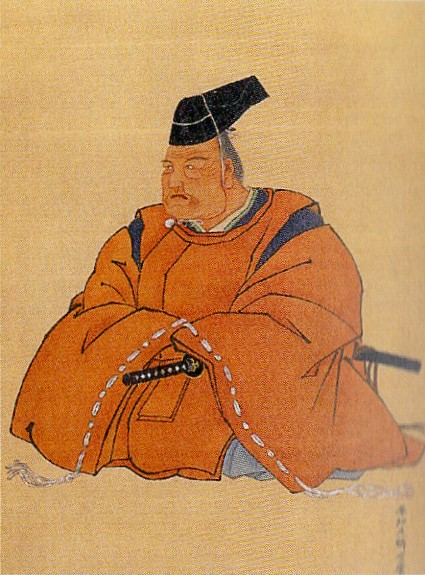
Koga Seiri

Koga Seiri (japanisch 古賀 精里; geboren 18. November 1750 in Saga (Provinz Hizen); gestorben 17. Juni 1817 in Edo) war ein japanischer Konfuzianist in der Mitte der Edo-Zeit.

## Leben und Wirken
Koga Seiri war Mitglied des Saga-Klans (佐賀藩) und Vater des Gelehrten und politisch Tätigen Koga Kokudō (古賀 穀堂; 1778–1836). Sein eigentlicher Vorname war Boku (樸), sein Spitzname war Junpū (淳風) und ein weiterer „Gō“ war Fukugen (復原). Er studierte in Kyōto unter Fukui Keisai (福井 敬斎; ?–1801) und Nishiyori Seisai (西依 成斎; 1702–1797), in Osaka bildete er sich unter Bitō Nishū und Rai Shunsui (頼 春水; 1702–1797) weiter. Er beschäftigte sich mit dem Neokonfuzianismus und respektierte ihn.
Nach seiner Rückkehr in seine Heimatstadt beteiligte Koga sich an der Politik der Domäne, gründete die Domänenschule „Kōdōkan“ (弘道館) und fungierte dort als Lehrer. Im Jahr 1791 folgte er seinem Daimyō nach Edo und wurde der erste feudale Vasall, der in der Lehranstalt Shōheikō (昌平黌) Wirtschaftswissenschaften studierte. Er diente auch als konfuzianistischer Beamter im Shogunat und förderte mit Hayashi Jussai (1768–1841) und Shibano Ritsuzan (柴野 栗山; 1736–1807) die Wissenschaft. Er förderte auch die akademische Politik Bitōs und anderer und gehörte, zusammen mit Shibano und Bitō zu den „Drei Gelehrten der Kansei-Zeit“ – (寛政の三博士; Kansei no san hakase). Im Jahr 1811 empfing er auf der Insel Tsushima koreanische Gesandte.
Koga war ein konfuzianischer Beamter, der das Verbot ausländischer Studienübernommen hatte. Aber er mochte den starren Neokonfuzianismus des Yamazaki Ansai (1619–1682) nicht, verachtete Studien in dieser Richtung und auch Poesie. Dennoch beherrscht er die Kunst des Schreibens. Er war jedoch nicht nur ein Literat und Konfuzianist, sondern verfügte auch über Kenntnisse in Verwaltung und Bildung und vertrat die Philosophie eines Insichruhenden.
Es gibt „Seiri Shūshō“ (精里集抄), also einen Schriftensammlung des Koda Seiri in 3 Ausgaben, insgesamt 10 Bände, erschienen 1819, und anderes.